# Jordin Tootoo
Jordin John Kudluk Tootoo (ur. 2 lutego 1983 w Churchill, Manitoba) – kanadyjski hokeista.

## Życie prywatne
Jego matka, Rose, jest Kanadyjką ukraińskiego pochodzenia, natomiast ojciec, Barney, jest Eskimosem (Inuit) z Nunavut. Jego brat Terence (1980-2002) także był hokeistą; popełnił samobójstwo. Jego kuzyn Trent TooToo także uprawia hokej. Jest bratankiem polityka George'a Hickesa, oraz kuzynem Huntera Tootoo (obaj działają w Nowej Demokratycznej Partii Kanady).
Dorastał w Rankin Inlet. Hokejem zainteresował go ojciec. Jordin jest pierwszym Inuitem grającym profesjonalnie w hokeja.

## Kariera
- Spruce Grove Broncos (1997-1998)
- OCN Blizzard (1998-1999)
- Brandon Wheat Kings (1999–2003)
- Nashville Predators (2003–2004, 2005-2012)
  -  Milwaukee Admirals (2004–2006)
- Detroit Red Wings (od 2012)
  -  Grand Rapids Griffins (2013-2014)
- New Jersey Devils (2014-2016)
- Chicago Blackhawks (2016-2017)

Od 1999 przez cztery sezony grał w kanadyjskiej lidze juniorskiej WHL w ramach CHL. Od 2003 rozpoczął karierę w NHL, jednocześnie grał także w AHL. Od lipca 2012 zawodnik Detroit Red Wings, związany trzyletnim kontraktem. W sezonie 2013/2014 przekazywany do zespołu farmerskiego, Grand Rapids Griffins. Od października 2014 zawodnik New Jersey Devils. Od lipca 2016 zawodnik Chicago Blackhawks. W drużynie występował do sezonu NHL (2016/2017), po czym w sezonie 2017/2018 był zawodnikiem Rockford IceHogs, lecz nie zagrał w jego barwach. W październiku 2018 ogłosił zakończenie kariery.

## Sukcesy

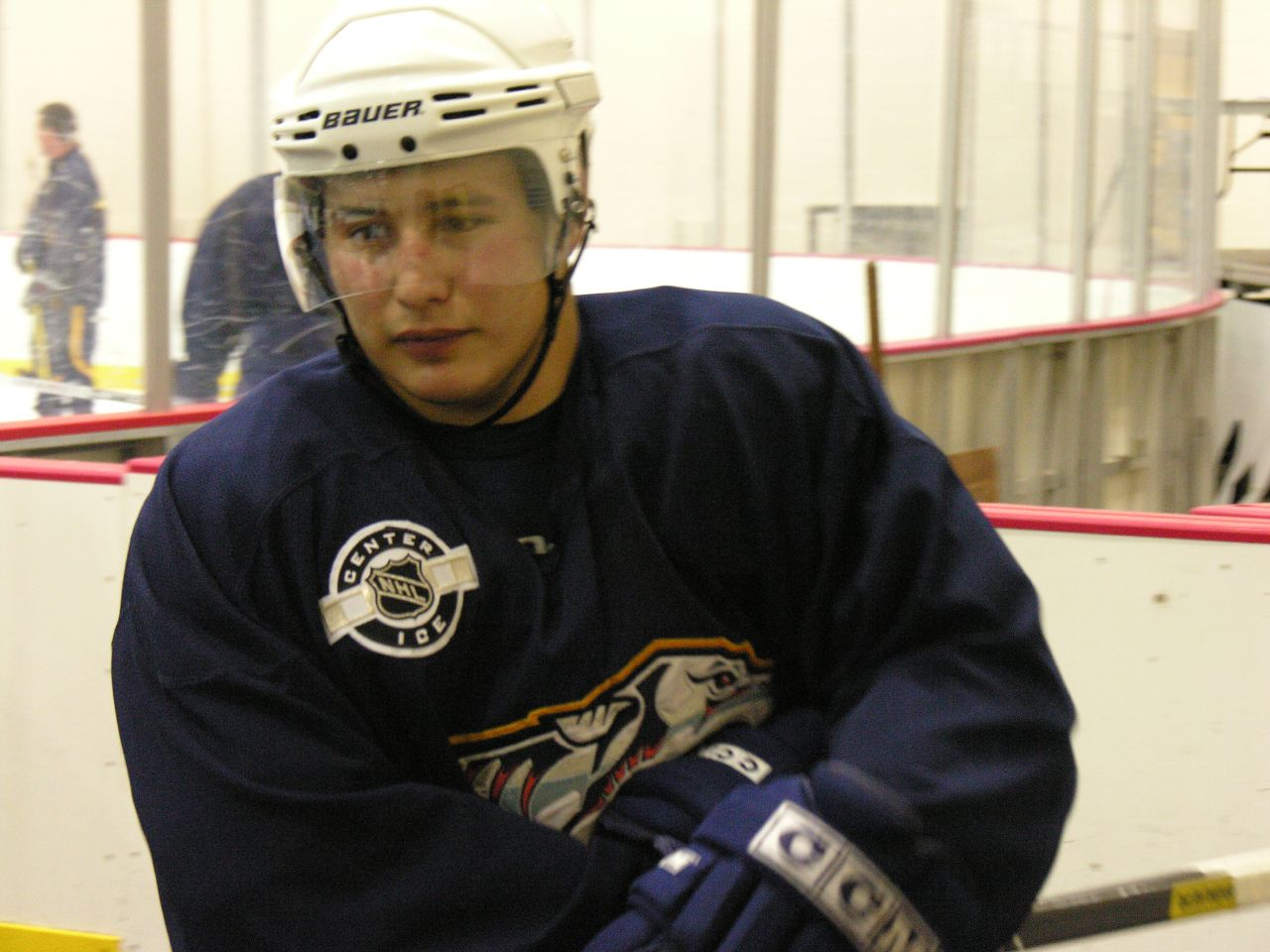
Jordin Tootoo w barwach Nashville Predators (2005)

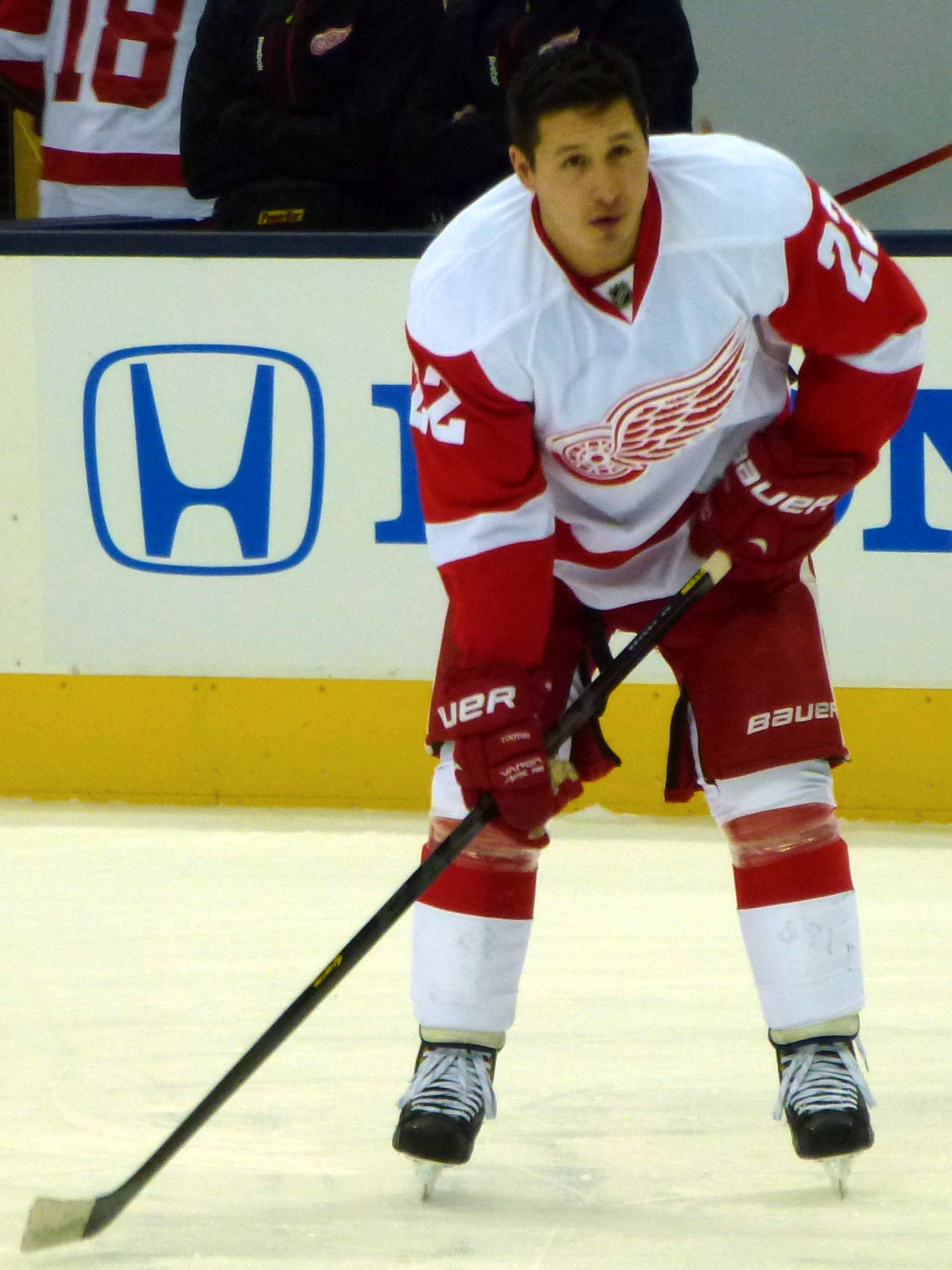
Jordin Tootoo w barwach Detroit Red Wings (2013)

Reprezentacyjne
- Srebrny medal mistrzostw świata juniorów do lat 20: 2003

Klubowe
- Alberta Cup: 1998 z Spruce Grove Broncos
- Mistrzostwo dywizji Allard MJHL: 1999 z OCN Blizzard
- Mistrzostwo prowincji MJHL: 1999 z OCN Blizzard
- Mistrzostwo MJHL: 1999 z OCN Blizzard
- Mistrzostwo dywizji AHL: 2006 z Milwaukee Admirals
- Mistrzostwo konferencji AHL: 2006 z Milwaukee Admirals

- MJHL (1998/1999):
  - Skład gwiazd pierwszoroczniaków
  - Najpopularniejszy zawodnik
  - Najlepszy akademicki zawodnik
- CHL (2000/2001):
  - CHL Top Prospects Game
  - Wygrana w konkursie na najszybszy strzał podczas Top Prospects Skills Evaluation w 2001 roku (96,1 mili na godzinę).
- WHL (2001/2002):
  - Najlepszy zawodnik miesiąca - grudzień 2001
- WHL i CHL (2002/2003):
  - Pierwszy skład gwiazd WHL (Wschód)
  - Trzeci skład gwiazd CHL

Wyróżnienia
- Nominowany do nagrody Sportowca Roku 2000 w Manitobie
- National Aboriginal Achievement Award: 2002